# Sous-district de Baimaqiao
Le Sous-district de Baimaqiao (chinois simplifié : 白马桥街道 ; chinois traditionnel : 白馬橋街道 ; pinyin : Baímäqiáo Jiēdào) est un sous-district de la ville de Ningxiang dans la province du Hunan en Chine. Il est entouré par le canton de Jinghuapu au nord-ouest, les sous-districts de Yutan et Chengjiao au nord-est, le sous-district de Lijingpu au sud-est et le bourg de Huilongpu au sud-est. Au recensement de 2000, il comptait 20,458 habitants et une superficie de 22,8 km2.

## Administration territoriale
Il comprend 2 communautés et 2 villages :
- Fengxingshan (凤形山社区)
- Zhengnong (正农社区)
- Bailong (白龙村)
- Baima (白马村)
- Renfu (仁福村)

## Géographie
Le réservoir de Wuzhi (五指水库) est situé dans le sous-district et se déverse dans la rivière Wei.
La rivière Wei, connue sous le nom de "rivière mère" et un affluent de la rivière Xiang, traverse le sous-district.

## Transport
L'autoroute provinciale S209 traverse le sous-district.